# Euchalcia siderifera
Euchalcia siderifera är en fjärilsart som beskrevs av Eduard Friedrich Eversmann 1856. Euchalcia siderifera ingår i släktet Euchalcia och familjen nattflyn. Inga underarter finns listade i Catalogue of Life.